# Слуховое окно

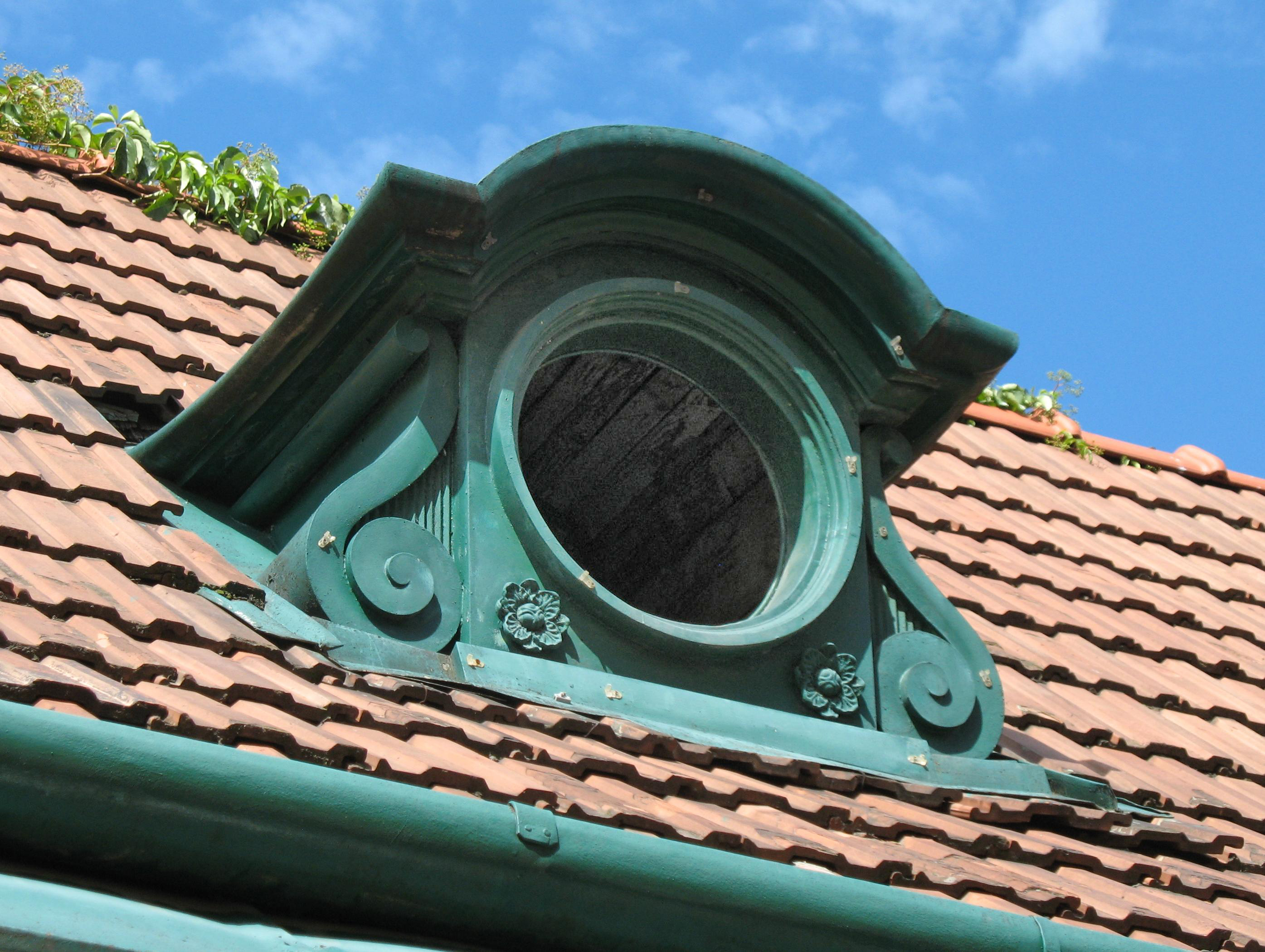
Слуховое окно

Слуховое окно — окно в кровле здания, предназначенное для естественного проветривания, освещения чердачных помещений и, иногда — для выхода на крышу. Слуховые окна в виде выступа на крыше используемые для освещения жилых подкровельных пространств называются люкарнами.

## Конструкция
В архитектуре различают следующие виды слуховых окон:
- с плоской крышей и почердачником;
- четырёхугольное с односкатной крышей;
- с двускатной крышей;
- с вальмовой кровлей;
- треугольное;
- с трапециевидной крышей (панорамное);
- сегментообразное;
- полукруглое («летучая мышь»);
- стеклянное;
- мансардное (наклонное).

Иногда понятие слухового окна ограничивают только вертикальными окнами, выделяя мансардное окно (повторяющее наклон кровли) в отдельный тип.

## Этимология
В своё время в русском языке слово «слух» имело значение «продушина», «отверстие», «проём для слуху», для услышания чего-либо, чтобы прислушиваться. Владимир Даль выводил из этого понятия и «слуховое окно» — «слух в кровле», однако, подмечая: «хотя слушать там нечего».
При этом термин «слуховое окно» встречается и в литературе XVIII века, и в самом начале XIX века, до 1815 года:	

Приказал он одному суконщику, прозываемому Волку, взлезть на чердак в слуховое окно и отпереть двери; но только волк в окно полез, то живущий в том доме Немец ухватя его за волосы и стал бить, и в той драке откусил Волку ухо. — М. Комаров. «История Ваньки Каина со всеми его сысками, розысками, и сумасбродною свадьбою», 1779 год

Он отвечал, что не без того, ибо она повадилась по ночам ходить к соседу, давно уже прослывшему знахарем; и что он, подметя то, прокрался в сени его сквозь слуховое окно, а там и в избу, где нашел, что сосед учил ее чему-то мудреному.— В. Т. Нарежный. «Российский Жилблаз», 1814 год
Распространена легенда о происхождении названия окна от фамилии мастера Слухова, заведовавшего кровельными работами при постройке московского Манежа. Изначально кровля была сделана без устройств для проветривания, что якобы привело к деформации подвесного потолка внутри Манежа из-за нагрева воздуха на чердаке от раскаленной на солнце кровли. Происшествие дошло до царя Александра I, и Слухов вынужден был срочно исправлять оплошность. Другая функция этих окон состояла в том, чтобы за счёт сквозняка под крышей, но над потолочным перекрытием, создавалась зона разрежения воздуха и, как следствие, пониженное давление, что способствовало увеличению прочности длиннопролётной конструкции Манежа. Якобы именно он и устроил в кровле специальные окна, получившие имя своего изобретателя.

## Галерея

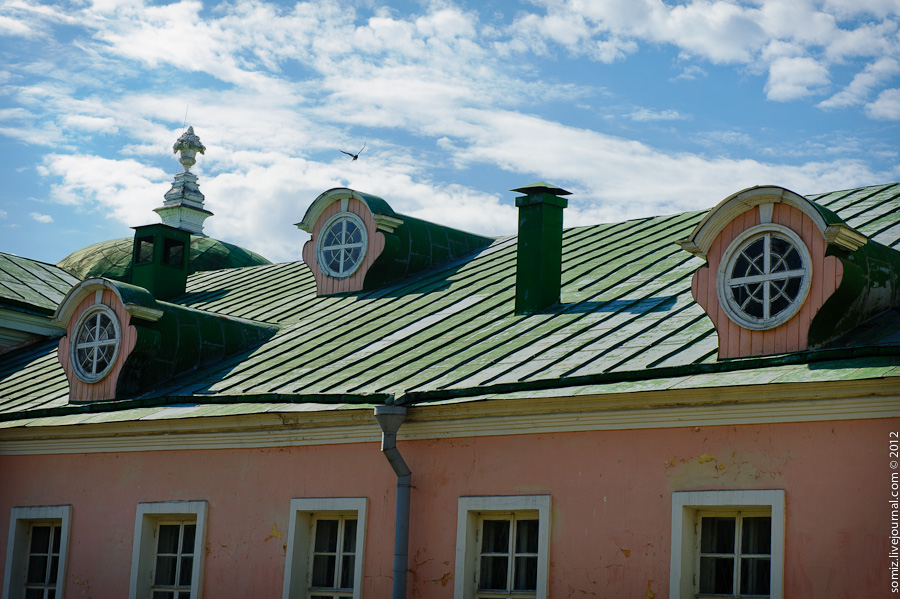
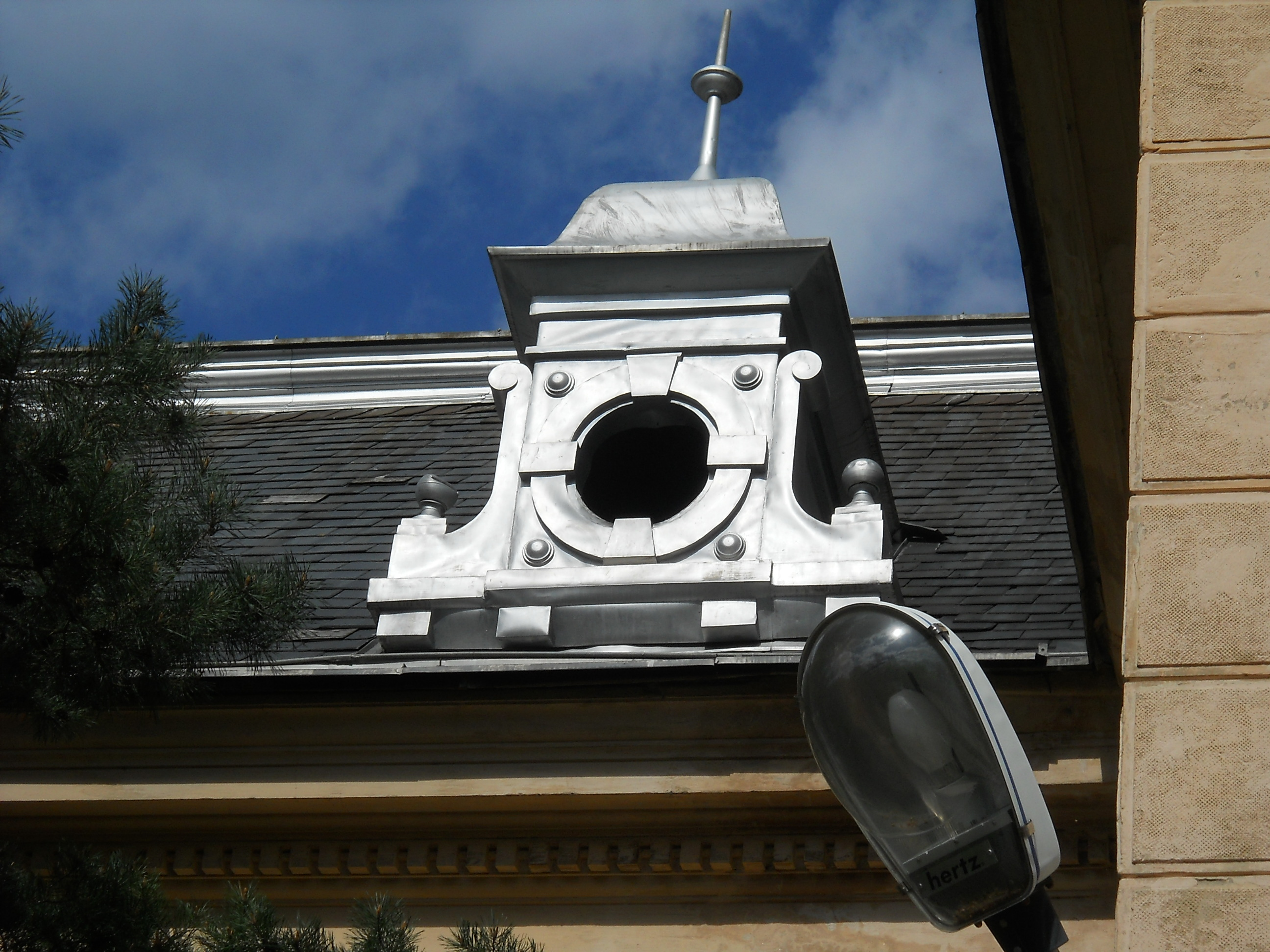
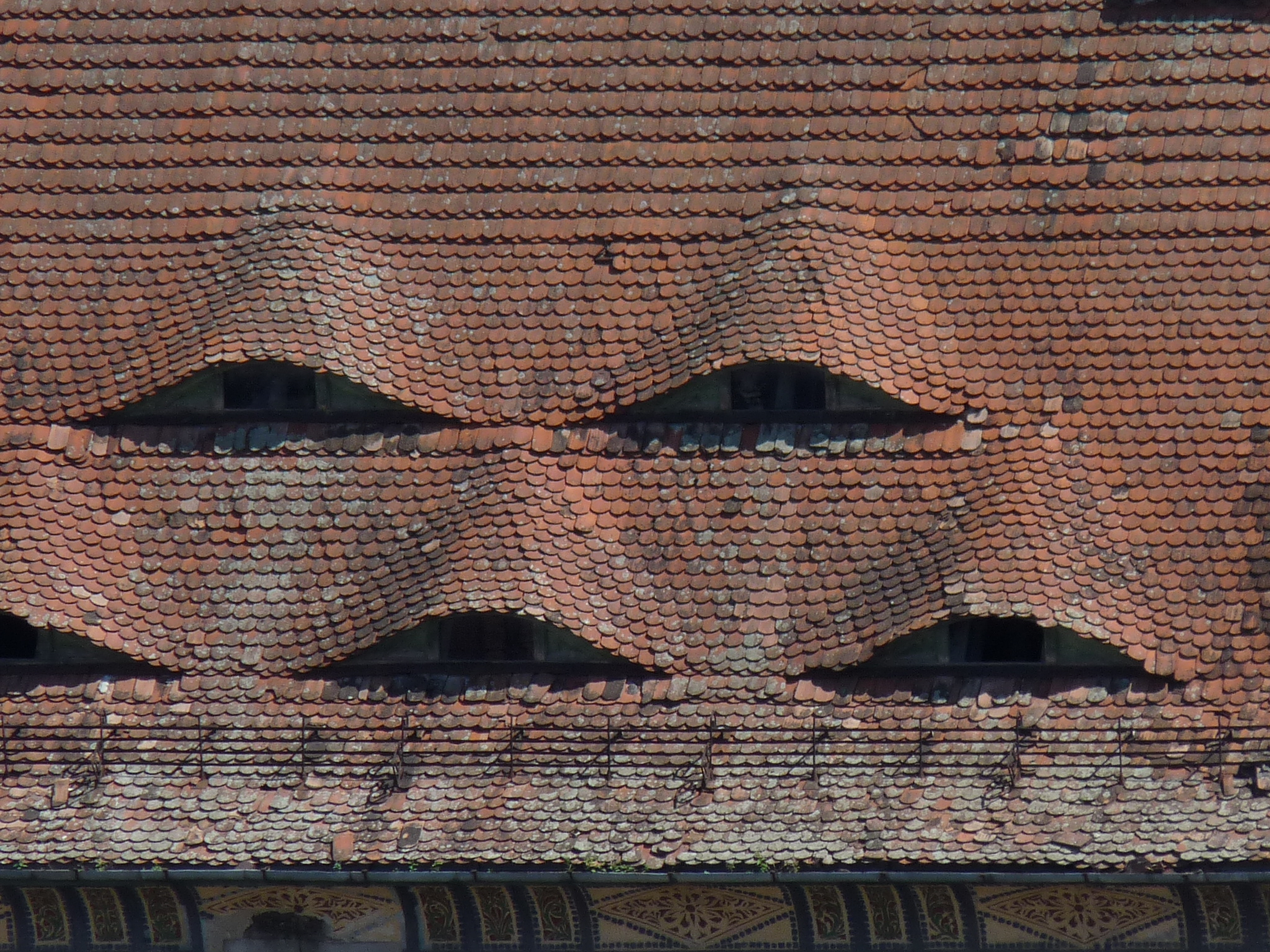
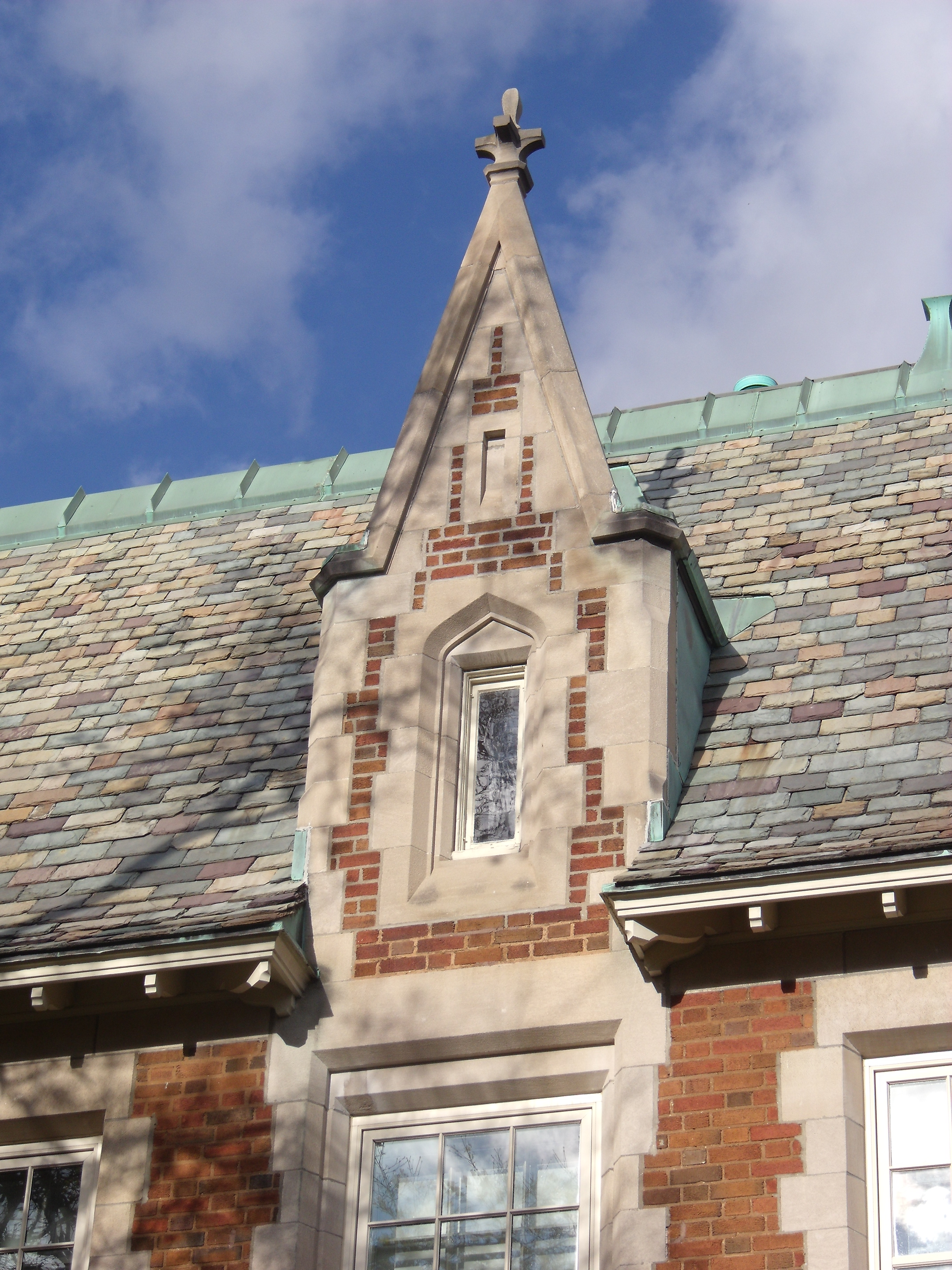
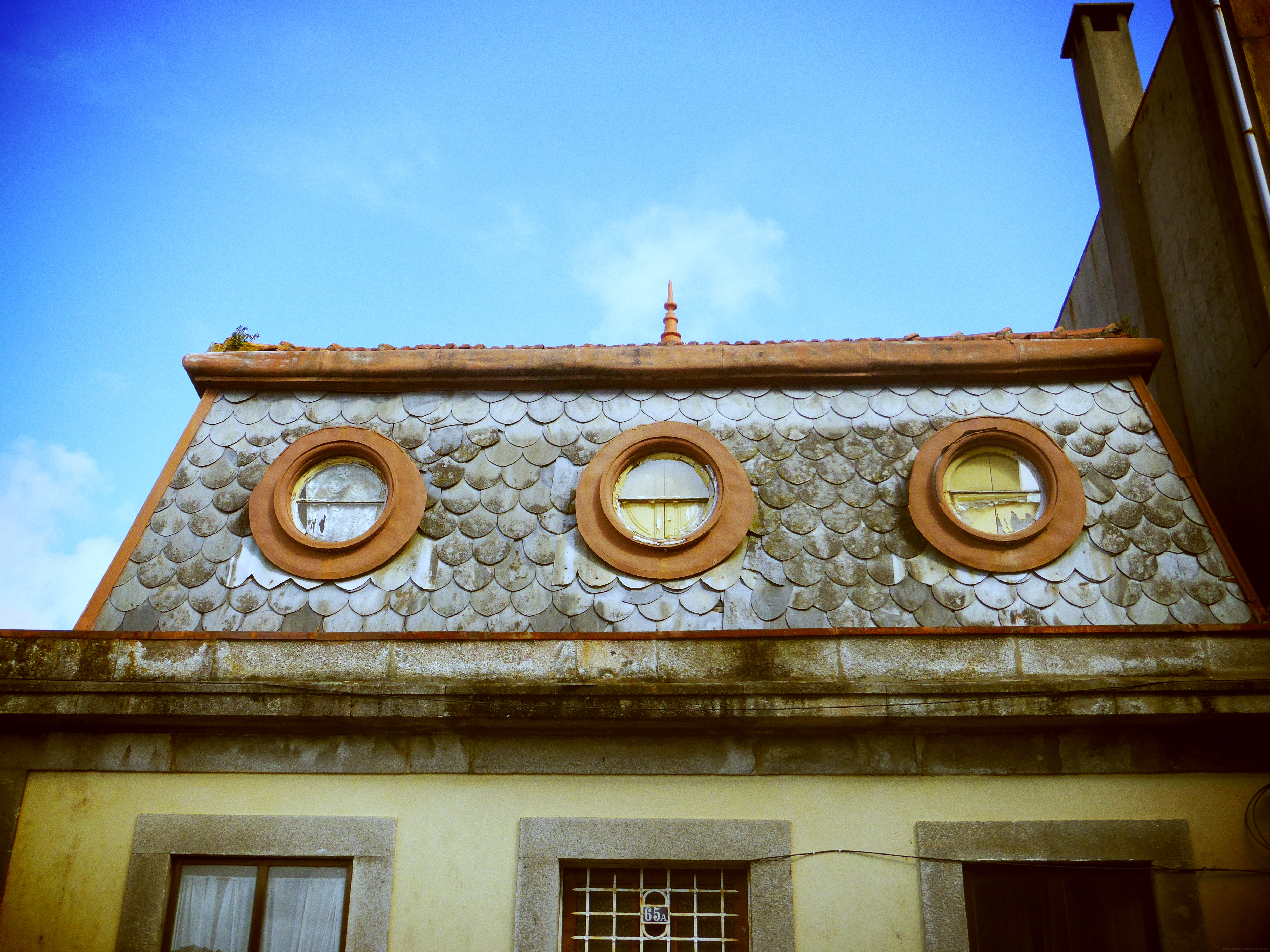
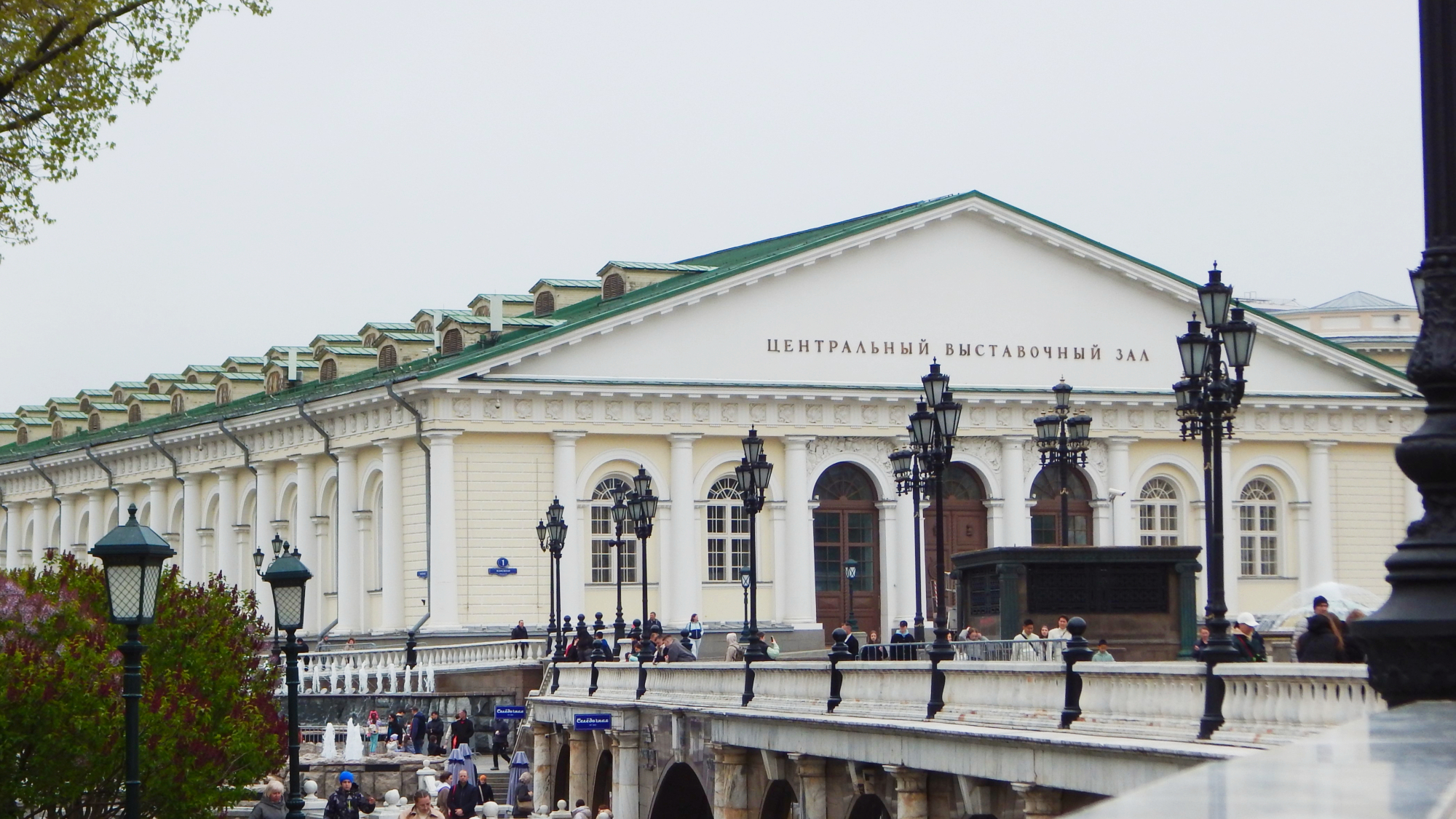
Слуховые окна в крыше Выставочного зала "Манеж" в Москве